# 1.ª etapa do Tour de France de 2023
A 1.ª etapa do Tour de France de 2023 teve lugar no sábado 1 de julho de 2023 entre Bilbau e Bilbau no País Basco espanhol na Espanha, na uma distância de 182 quilómetros.

## Percurso
A primeira etapa do Tour de France de 2023 consistiu numa volta em torno de Bilbau, apresentando um perfil ondulado através do País Basco espanhol cuja primeira parte circula a costa do Oceano Atlântico antes de regressar adentro terras. Ao redor do quilómetro 80, com duas subidas reportadas : a subida de Laukiz (3.ª categoria}, km 14, 2,2 km ao 6,9 %) e a subida de San Juan de Gaztelugatxe (3.ª categoria, km 68, 3,5 km ao 7,6 %).
O percurso regressa nas terras para Gernika (sprint intermediário, km 88,2). O percurso efetua depois uma volta de quase quarenta quilómetros ao nordeste da cidade tristemente célebre pelo bombardeio de 1937, que tem servido de marco à pintura de Pablo Picasso.
Aos cinquenta últimos quilómetros apresenta três subidas reportadas à classificação do melhor escalador : o col de Morga (4.ª categoria, km 141, 3,9 km ao 4,1 %), o col de Vivero (2.ª categoria, km 155, 4,2 km ao 7,3 %) e sobretudo a subida de Pike (3.ª categoria, km 172, 2 km ao 10 %), cuja cimeira se encontra a 9 600 metros da linha de chegada, traçada na proximidade do parque Etxebarria.

## Desenvolvimento da corrida
A 110.ª edição da Volta a França estreia com um fervor popular da ocasião. Desde o quilómetro zero, cinco corredores tomam a escapada: o Dinamarquês Jonas Gregaard Wilsly (Uno-X), os três franceses Lilian Calmejane (Intermarché-Circus-Wanty), Valentin Ferron (TotalEnergies) e Simon Guglielmi (Arkéa-Samsic), e o neerlandês Pascal Eenkhoorn (Lotto Dstny).
À cimeira da costa de Laukiz (3.ª categoria, km 14, 2,2 km ao 6,9 %), Jonas Gregaard Wilsly passa em cabeça ante Pascal Eenkhoorn ; o pelotão conta dois minutos e trinta e sete segundos de atraso. Na parte elevada da subida de San Juan de Gaztelugatxe (3.ª categoria, km 68, 3,5 km ao 7,6 %), Eenkhoorn precede Simon Guglielmi, com perto de dois minutos de antemão ao pelotão. Ao sprint intermediário de Gernika-Lumo (km 88,2), Eenkhoorn precede Guglielmi; no pelotão, os sprinters jogam-se os pontos, o Dinamarquês Mads Pedersen (Lidl-Trek) avança ao eslovaco Peter Sagan (TotalEnergies) e o belga Jasper Philipsen (Alpecin-Deceuninck).
à segunda passagem em Guernica, a escapada conta só vinte segundos de antemão ao pelotão. É retomada finalmente a cinquenta quilómetros da chegada, a Muxika-Ugarte. Os pontos à classificação da montanha do col de Morga (4.ª categoria, km 141, 3,9 km ao 4,1 %) não são disputados, o norueguês Jonas Abrahamsen (Uno-X) precede o pelotão. Na ascensão do col de Vivero (2.ª categoria, km 155, 4,2 km ao 7,3 %), o ritmo do pelotão intensifica-se, de numerosos corredores estão distânciados : o Estadounidense Neilson Powless (EF Education-EasyPost) passa em cabeça, ante a Alemão Georg Zimmermann (Intermarché-Circus-Wanty), que lhe permite dominar o classificação da montanha nesta primeira jornada. Na descida, o Espanhol Enric Mas (Movistar) e o equadoriano Richard Carapaz (EF Education-EasyPost) são vítimas de uma queda, o primeiro abandona enquanto o segundo resolve-se a acabar a etapa.
O final da etapa joga-se então na última ascensão, negra de mundo, a subida de Pike (3.ª categoria, km 172, 2 km ao 10 %), cuja cimeira se localiza a 9 600 m da chegada. Na base, o austríaco Gregor Mühlberger (UAE Emirates) impõe um ritmo que é o único a manter. O francês Mathieu Burgaudeau (TotalEnergies) lança um primeiro ataque para antecipar aqueles dos favoritos. A 800 metros da cimeira, o britânico Adam Yates (UAE Emirates) plota um ritmo que apenas o esloveno Tadej Pogačar (UAE Emirates), o dinamarquês Jonas Vingegaard (Jumbo-Visma) e o francês Victor Lafay (Team Cofidis) conseguem seguir. Atrás, o britânico Simon Yates (Jayco AlUla) tenta chegar ao quarteto da frente. À cimeira, Pogačar passa em cabeça ante Vingegaard e Lafay; atrás, um quarteto composto dos irmãos Yates, do campeão da Dinamarca Mattias Skjelmose Jensen (Lidl-Trek) e do francês David Gaudu (Groupama-FDJ) segue a cinco segundos; o australiano Jai Hindley (Bora-Hansgrohe) concede dez segundos ao grupo da frente ; a catorze segundos passa um grupo de cinco corredores compostos do belga Wout van Aert (Jumbo-Visma), do canadiano Michael Woods (Israel-Premier Tech), dos dois espanhóis Mikel Landa (Bahrain Victorious) e Carlos Rodríguez (Ineos Grenadiers) e do neerlandês Wilco Kelderman (Jumbo-Visma). O estadounidense Sepp Kuss (Jumbo-Visma) e o francês Thibaut Pinot (Groupama-FDJ) concedendo dezoito segundos. Um grupo de batidos composto de uma vintena de corredores compreende sobretudo ambos australianos Jack Haig (Bahrain Victorious) e Ben O'Connor (AG2R Citroën), o austríaco Félix Gall (AG2R Citroën), o britânico Tom Pidcock (Ineos Grenadiers), o colombiano Egan Bernal (Ineos Grenadiers), o espanhol Pello Bilbao Lopez (Bahrain Victorious), os três franceses Julian Alaphilippe (Soudal Quick-Step), Romain Bardet (DSM-Firmenich) e Guillaume Martin (Cofidis), o italiano Giulio Ciccone (Lidl-Trek), o neerlandês Mathieu van der Poel (Alpecin-Deceuninck), o norueguês Tobias Halland Johannessen (Uno-X) e o Sul-Africano Louis Meintjes (Intermarché-Circus-Wanty).
No descida, a reagrupação aos perseguidores permite aos dois irmãos Yates de tomar um golpe de antemão. Um grupo de treze corredores constitui-se por trás deles, com : Kelderman, Kuss, id Aert, Vingegaard, Pogačar, Skjelmose Jensen, Lafay, Woods, Rodríguez, Pinot, Gaudu, Hindley e Landa. Na bandera dos três últimos quilómetros, os irmãos Yates contam um avanço de dezasseis segundos ao grupo de perseguidores ; a faltar 1 quilómetro sob a bandeira vermelha, o avanço conta com vinte segundos.
Adam Yates consegue a primeira etapa, ante seu irmão Simon Yates de quatro segundos, e veste o primeiro maillot amarelo da 110.ª edição do Tour de France. No grupo de perseguidores, a doze segundos do vencedor, Pogačar segue ao sprint Pinot e Woods, o esloveno herda a camisola branca. Atrás, o grupo dos vinte e sete corredores batidos perde quarenta e três segundos ao vencedor do dia. Neilson Powless veste a camisola às bolinhas vermelhas. O maillot verde e o prémio da combatividade volta a Adam Yates. Por a outra parte a Jumbo-Visma se coloca em cabeça da classificação por equipas.

## Classificação da etapa
| Bilbau - Bilbau | etapa escarpada | (182 km) |

| \| Classificação por etapas \| Classificação por etapas \| Classificação por etapas \| Classificação por etapas \| Classificação por etapas \| \| Ciclista \| Ciclista \| Equipe \| Tempo \| \| \| ------------------------ \| ------------------------ \| ------------------------ \| ------------------------ \| ------------------------ \| \| 1. \| Adam Yates \| UAE Team Emirates \| 4h22m49s \| \| \| 2. \| Simon Yates \| Team Jayco AlUla \| + 4s \| \| \| 3. \| Tadej Pogačar \| UAE Team Emirates \| + 12s \| \| \| 4. \| Thibaut Pinot \| Groupama-FDJ \| + 12s \| \| \| 5. \| Michael Woods \| Israel-Premier Tech \| + 12s \| \| \| 6. \| Victor Lafay \| Cofidis \| + 12s \| \| \| 7. \| Jai Hindley \| Bora-Hansgrohe \| + 12s \| \| \| 8. \| Mattias Skjelmose \| Lidl-Trek \| + 12s \| \| \| 9. \| Jonas Vingegaard \| Jumbo-Visma \| + 12s \| \| \| 10. \| David Gaudu \| Groupama-FDJ \| + 12s \| \| |                   |                     |          |
| |                   |                     |          |
| Fonte: ProCyclingStats |                   |                     |          |
| Classificação por etapas |                   |                     |          |
| Ciclista | Ciclista          | Equipe              | Tempo    |
| 1. | Adam Yates        | UAE Team Emirates   | 4h22m49s |
| 2. | Simon Yates       | Team Jayco AlUla    | + 4s     |
| 3. | Tadej Pogačar     | UAE Team Emirates   | + 12s    |
| 4. | Thibaut Pinot     | Groupama-FDJ        | + 12s    |
| 5. | Michael Woods     | Israel-Premier Tech | + 12s    |
| 6. | Victor Lafay      | Cofidis             | + 12s    |
| 7. | Jai Hindley       | Bora-Hansgrohe      | + 12s    |
| 8. | Mattias Skjelmose | Lidl-Trek           | + 12s    |
| 9. | Jonas Vingegaard  | Jumbo-Visma         | + 12s    |
| 10. | David Gaudu       | Groupama-FDJ        | + 12s    |

## Classificações ao final da etapa

### Classificação geral(Maillot Jaune)
| \| Classificação geral \| Classificação geral \| Classificação geral \| Classificação geral \| Classificação geral \| \| Ciclista \| Ciclista \| Equipe \| Tempo \| \| \| ------------------- \| ------------------- \| ------------------- \| ------------------- \| ------------------- \| \| 1. \| Adam Yates \| UAE Team Emirates \| 4h22m39s \| \| \| 2. \| Simon Yates \| Team Jayco AlUla \| + 8s \| \| \| 3. \| Tadej Pogačar \| UAE Team Emirates \| + 18s \| \| \| 4. \| Thibaut Pinot \| Groupama-FDJ \| + 22s \| \| \| 5. \| Michael Woods \| Israel-Premier Tech \| + 22s \| \| \| 6. \| Victor Lafay \| Cofidis \| + 22s \| \| \| 7. \| Jai Hindley \| Bora-Hansgrohe \| + 22s \| \| \| 8. \| Mattias Skjelmose \| Lidl-Trek \| + 22s \| \| \| 9. \| Jonas Vingegaard \| Jumbo-Visma \| + 22s \| \| \| 10. \| David Gaudu \| Groupama-FDJ \| + 22s \| \| |                   |                     |          |
| |                   |                     |          |
| Fonte: ProCyclingStats |                   |                     |          |
| Classificação geral |                   |                     |          |
| Ciclista | Ciclista          | Equipe              | Tempo    |
| 1. | Adam Yates        | UAE Team Emirates   | 4h22m39s |
| 2. | Simon Yates       | Team Jayco AlUla    | + 8s     |
| 3. | Tadej Pogačar     | UAE Team Emirates   | + 18s    |
| 4. | Thibaut Pinot     | Groupama-FDJ        | + 22s    |
| 5. | Michael Woods     | Israel-Premier Tech | + 22s    |
| 6. | Victor Lafay      | Cofidis             | + 22s    |
| 7. | Jai Hindley       | Bora-Hansgrohe      | + 22s    |
| 8. | Mattias Skjelmose | Lidl-Trek           | + 22s    |
| 9. | Jonas Vingegaard  | Jumbo-Visma         | + 22s    |
| 10. | David Gaudu       | Groupama-FDJ        | + 22s    |

### Classificação por pontos(Maillot Vert)
| Classificação por pontos | Classificação por pontos | Classificação por pontos | Classificação por pontos | Classificação por pontos |
| Ciclista                 | Ciclista                 | Equipe                   | Pontos                   |                          |
| ------------------------ | ------------------------ | ------------------------ | ------------------------ | ------------------------ |
| 1.                       | Adam Yates               | UAE Team Emirates        | 30 pts                   |                          |
| 2.                       | Simon Yates              | Team Jayco AlUla         | 25 pts                   |                          |
| 3.                       | Tadej Pogačar            | UAE Team Emirates        | 22 pts                   |                          |
| 4.                       | Pascal Eenkhoorn         | Lotto Dstny              | 20 pts                   |                          |
| 5.                       | Thibaut Pinot            | Groupama-FDJ             | 19 pts                   |                          |
| 6.                       | Michael Woods            | Israel-Premier Tech      | 17 pts                   |                          |
| 7.                       | Simon Guglielmi          | Arkéa-Samsic             | 17 pts                   |                          |
| 8.                       | Victor Lafay             | Cofidis                  | 15 pts                   |                          |
| 9.                       | Valentin Ferron          | TotalEnergies            | 15 pts                   |                          |
| 10.                      | Jai Hindley              | Bora-Hansgrohe           | 13 pts                   |                          |

### Classificação da montanha(Maillot à Pois Rouges)
| Classificação da montanha | Classificação da montanha | Classificação da montanha | Classificação da montanha | Classificação da montanha |
| Ciclista                  | Ciclista                  | Equipe                    | Pontos                    |                           |
| ------------------------- | ------------------------- | ------------------------- | ------------------------- | ------------------------- |
| 1.                        | Neilson Powless           | EF Education-EasyPost     | 5 pts                     |                           |
| 2.                        | Pascal Eenkhoorn          | Lotto Dstny               | 3 pts                     |                           |
| 3.                        | Georg Zimmermann          | Intermarché-Circus-Wanty  | 3 pts                     |                           |
| 4.                        | Tadej Pogačar             | UAE Team Emirates         | 2 pts                     |                           |
| 5.                        | Jonas Gregaard            | Uno-X Pro Cycling Team    | 2 pts                     |                           |
| 6.                        | Esteban Chaves            | EF Education-EasyPost     | 2 pts                     |                           |
| 7.                        | Jonas Abrahamsen          | Uno-X Pro Cycling Team    | 1 pt                      |                           |
| 8.                        | Jonas Vingegaard          | Jumbo-Visma               | 1 pt                      |                           |
| 9.                        | Dylan van Baarle          | Jumbo-Visma               | 1 pt                      |                           |
| 10.                       | Simon Guglielmi           | Arkéa-Samsic              | 1 pt                      |                           |

### Classificação do melhor jovem(Maillot Blanc)
| Classificação dos jovens | Classificação dos jovens   | Classificação dos jovens | Classificação dos jovens | Classificação dos jovens |
| Ciclista                 | Ciclista                   | Equipe                   | Tempo                    |                          |
| ------------------------ | -------------------------- | ------------------------ | ------------------------ | ------------------------ |
| 1.                       | Tadej Pogačar              | UAE Team Emirates        | 4h22m57s                 |                          |
| 2.                       | Mattias Skjelmose          | Lidl-Trek                | + 4s                     |                          |
| 3.                       | Carlos Rodríguez           | Ineos Grenadiers         | + 4s                     |                          |
| 4.                       | Corbin Strong              | Israel-Premier Tech      | + 25s                    |                          |
| 5.                       | Maxim Van Gils             | Lotto Dstny              | + 25s                    |                          |
| 6.                       | Matthew Dinham             | Team DSM-Firmenich       | + 25s                    |                          |
| 7.                       | Thomas Pidcock             | Ineos Grenadiers         | + 25s                    |                          |
| 8.                       | Tobias Halland Johannessen | Uno-X Pro Cycling Team   | + 25s                    |                          |
| 9.                       | Félix Gall                 | AG2R Citroën Team        | + 25s                    |                          |
| 10.                      | Matteo Jorgenson           | Movistar Team            | + 2m30s                  |                          |

### Classificação por equipas(Classement par Équipe)
| Classificação por equipes | Classificação por equipes | Classificação por equipes | Classificação por equipes |
| Equipe                    | Equipe                    | Tempo                     |                           |
| ------------------------- | ------------------------- | ------------------------- | ------------------------- |
| 1.                        | Jumbo-Visma               | 13h09m03s                 |                           |
| 2.                        | UAE Team Emirates         | + 9s                      |                           |
| 3.                        | Groupama-FDJ              | + 21s                     |                           |
| 4.                        | Israel-Premier Tech       | + 42s                     |                           |
| 5.                        | Ineos Grenadiers          | + 42s                     |                           |
| 6.                        | Bahrain Victorious        | + 42s                     |                           |
| 7.                        | Lidl-Trek                 | + 1m01s                   |                           |
| 8.                        | AG2R Citroën Team         | + 1m03s                   |                           |
| 9.                        | Astana Qazaqstan Team     | + 2m45s                   |                           |
| 10.                       | Cofidis                   | + 3m22s                   |                           |

## Abandonos
Um único corredor abandona durante a 1.ª etapa.:
- Enric Mas (Movistar Team) : abandono